# 東京都道156号町田日野線
東京都道156号町田日野線（とうきょうとどう156ごう まちだひのせん）は、東京都町田市から多摩市を経て、日野市に至る一般都道である。

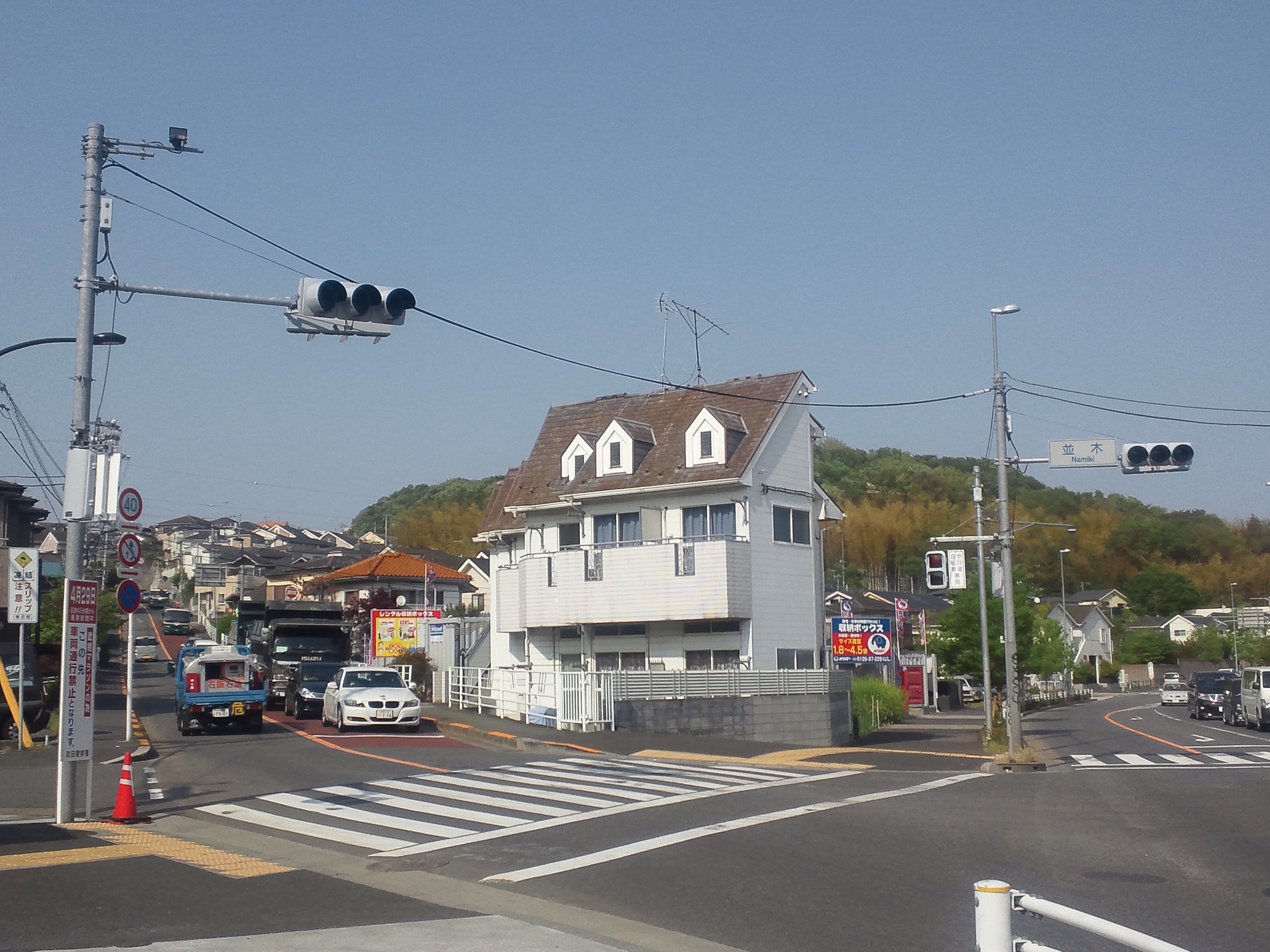
並木交差点（町田市野津田町）。左方向が都道156号

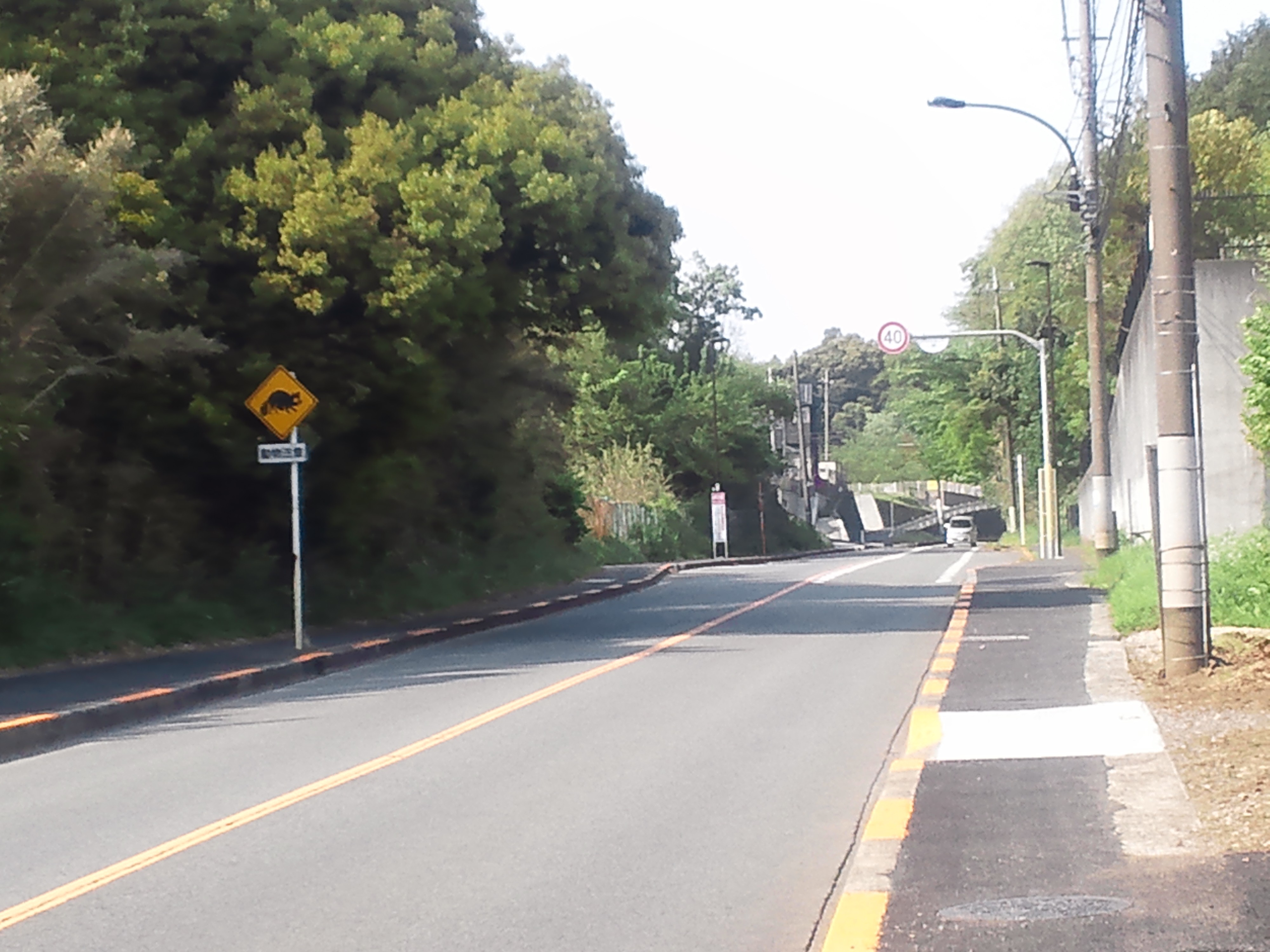
町田市図師町付近。丘陵地帯を通過するため「動物注意」の標識が見られる

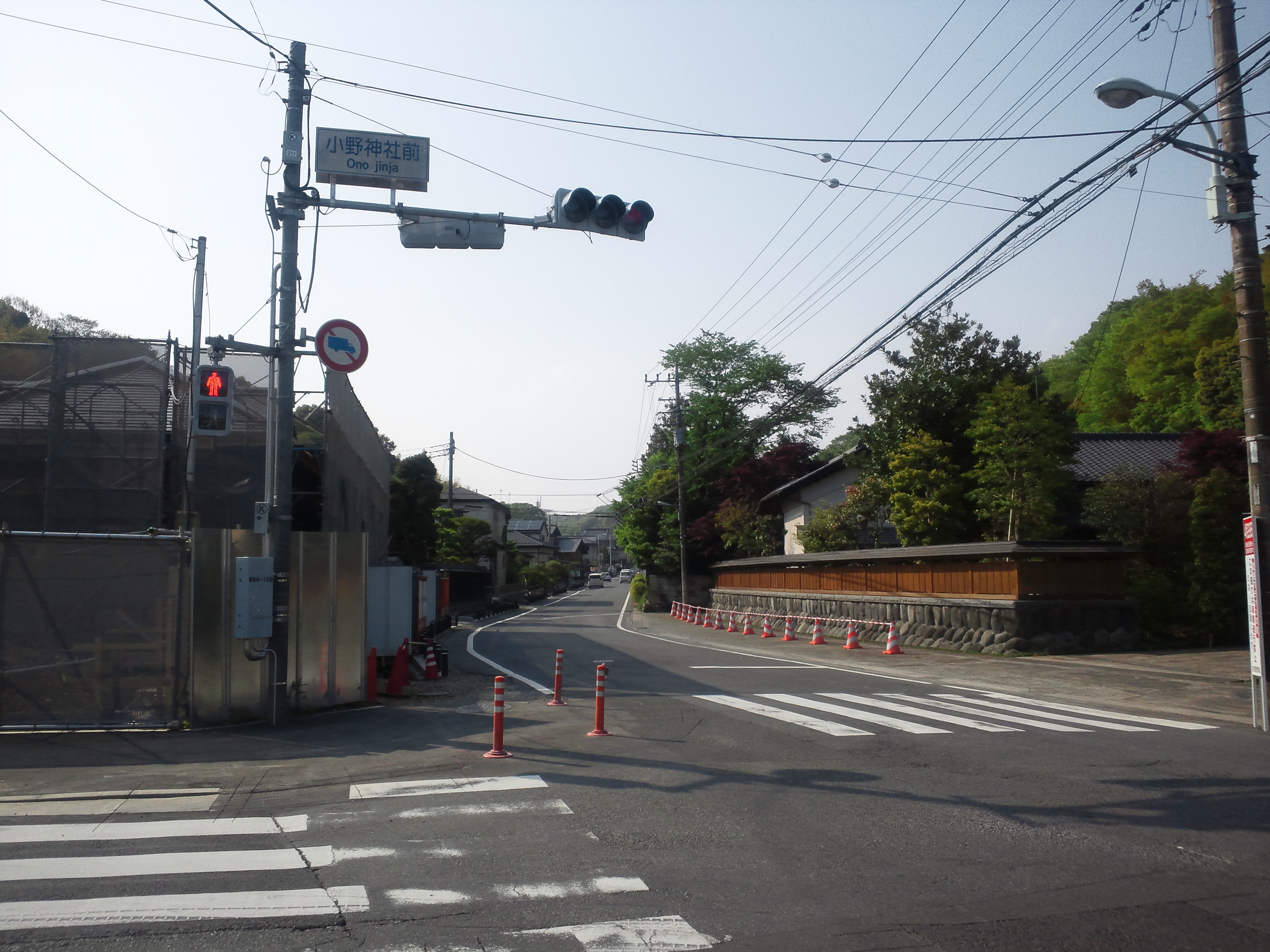
小野神社前交差点（町田市小野路町、拡幅前）

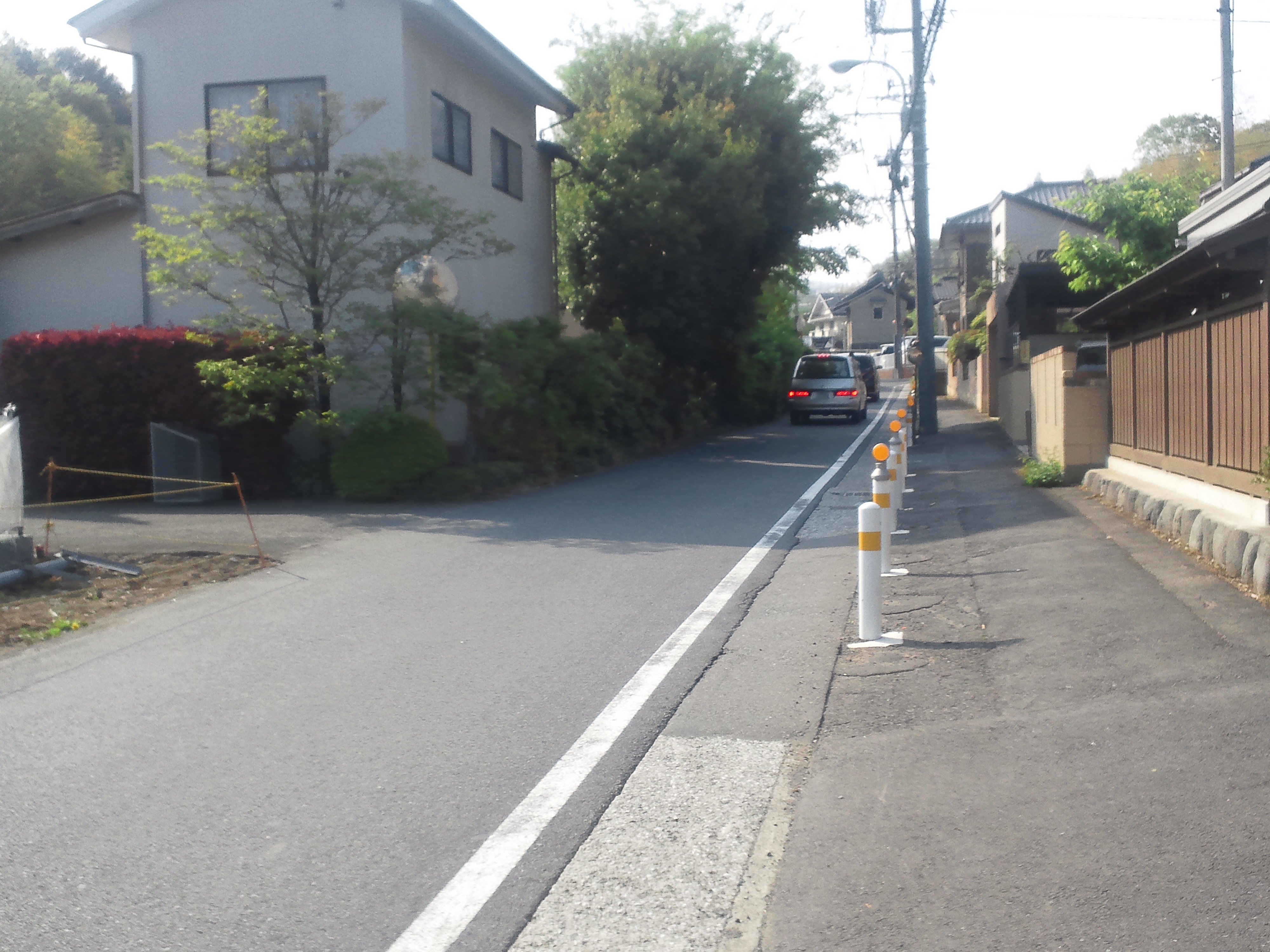
旧小野路宿の狭隘路（拡幅前）

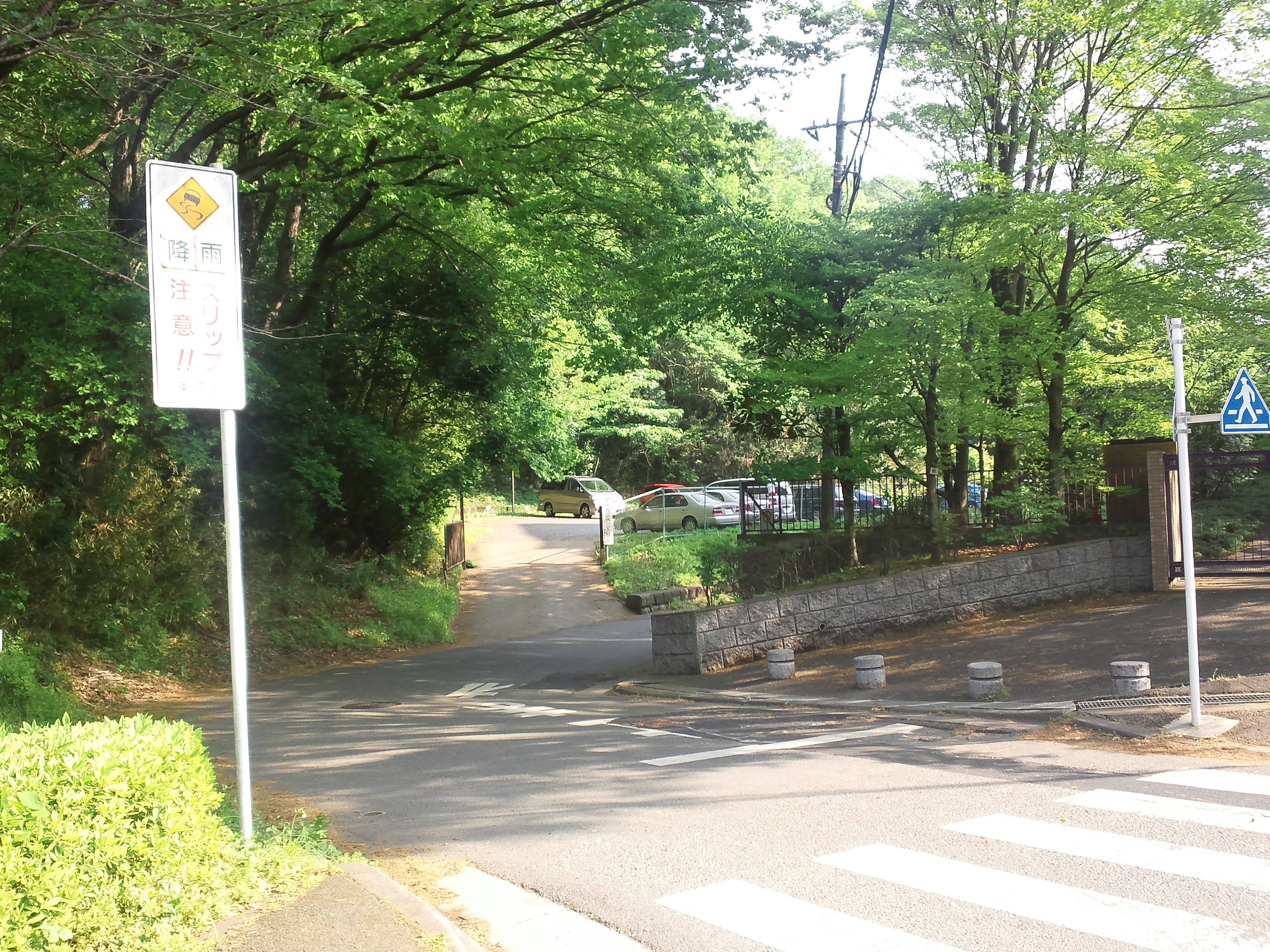
恵泉女学園大学付近（多摩市南野）。小野路方面への狭隘路入口

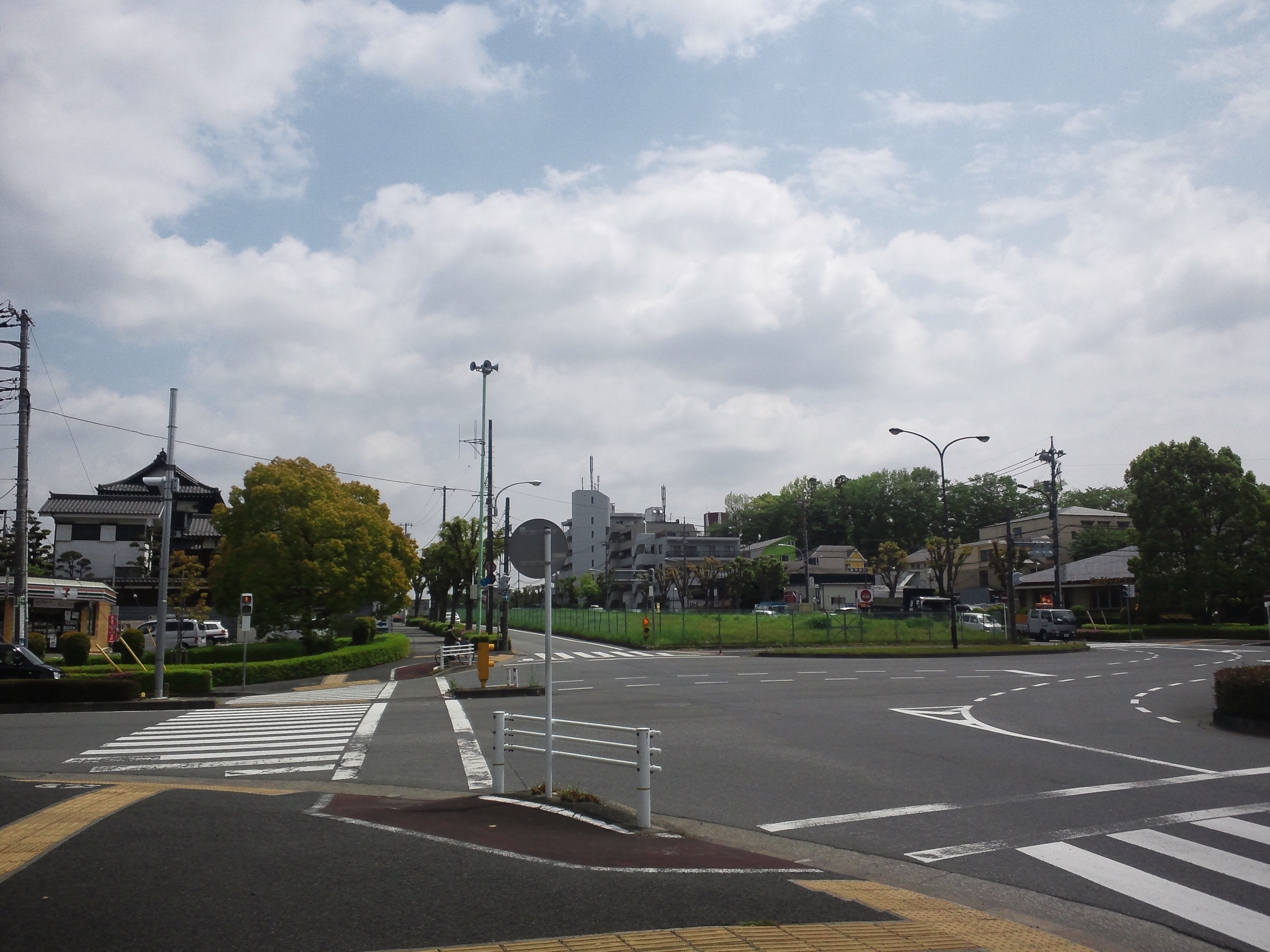
多摩南野交差点（多摩市）。手前方向は東京都道158号小山乞田線で、直進左右三方向いずれも都道156号となっている（左・日野方面、直進・尾根幹線道路・稲城方面で多摩卸売市場前交差点まで指定、右・小野路方面で町田市境界まで指定）

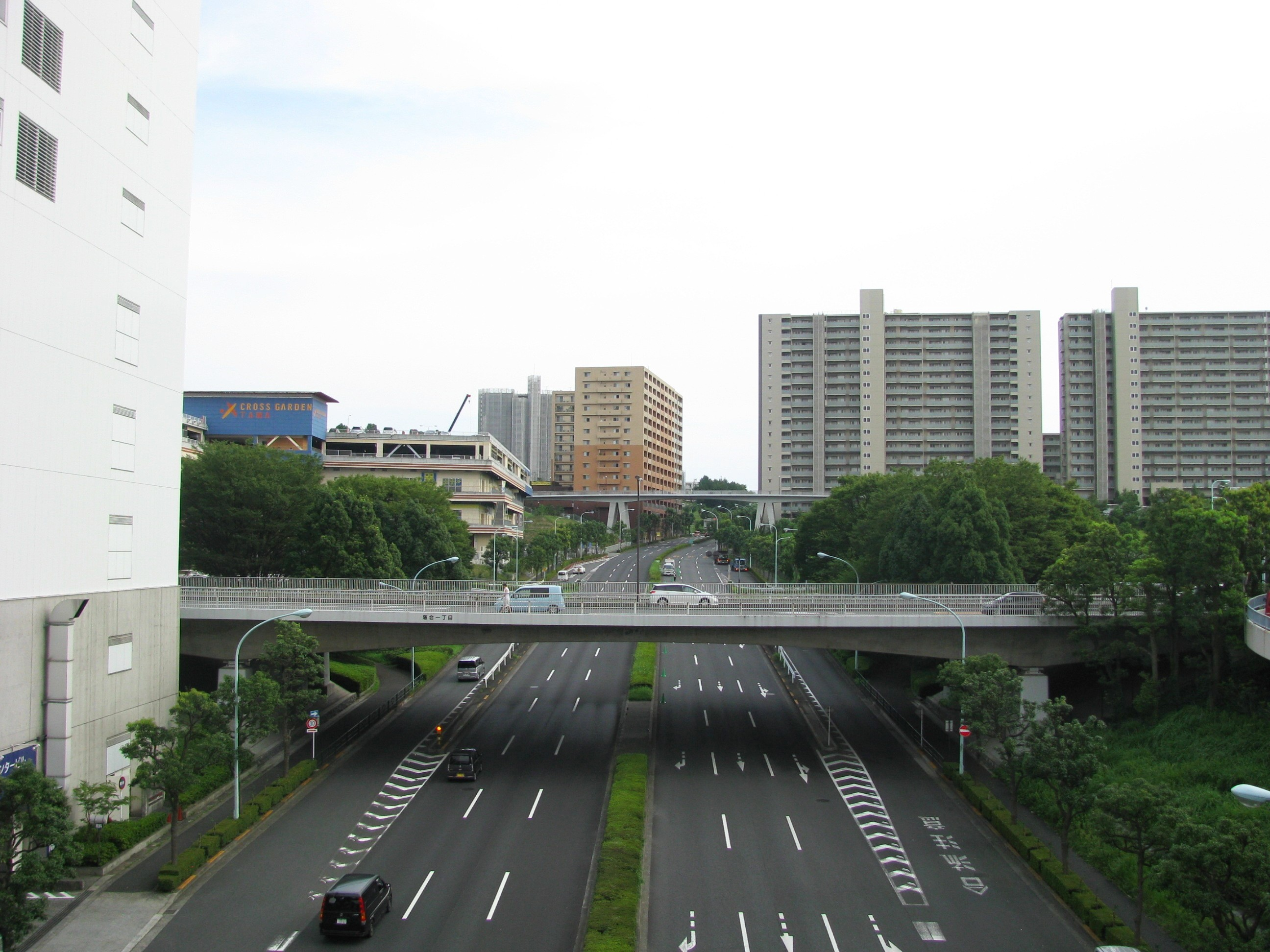
多摩センター駅付近（多摩市落合）

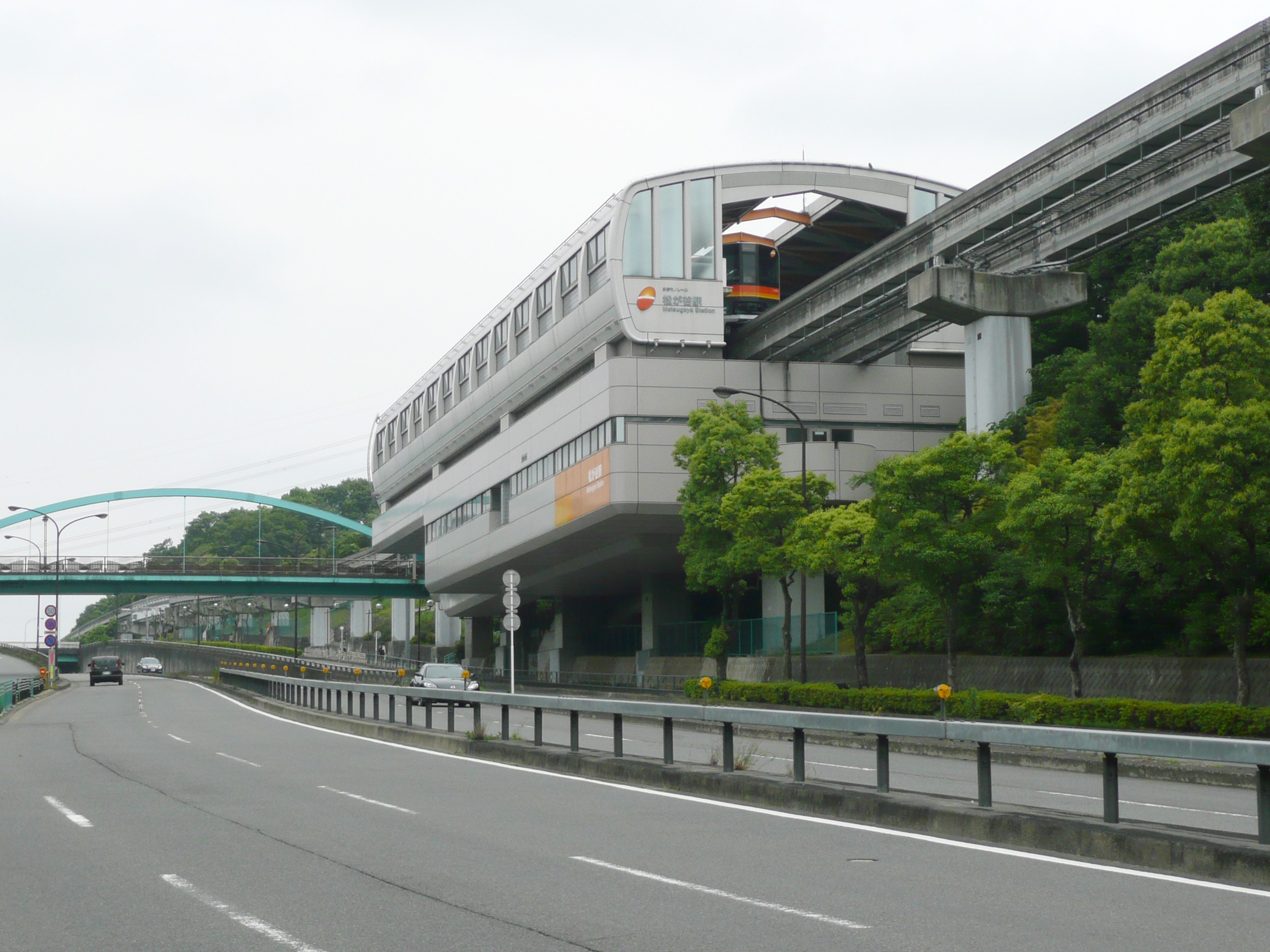
松が谷駅付近（八王子市松が谷）

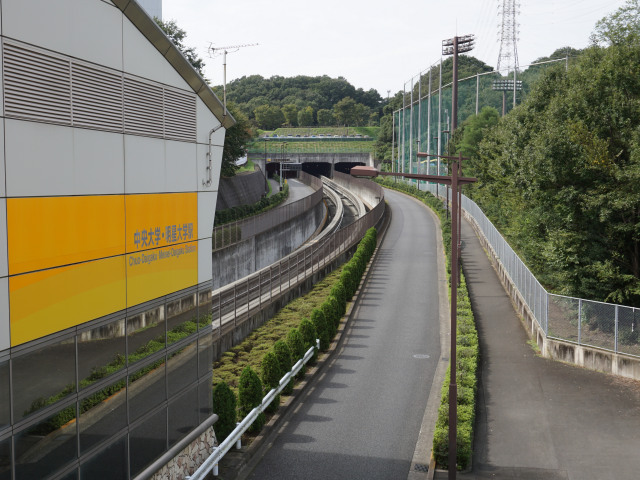
中央大学・明星大学駅付近（八王子市東中野）

## 概要

### 路線データ
- 総距離：11,042m（実延長、2016年4月1日現在）[1]
- 面積：280,844m2
- 起点：東京都町田市野津田町 東京都道57号相模原大蔵町線交点（並木交差点）
- 終点：東京都日野市程久保3丁目 東京都道503号相模原立川線交点（多摩動物公園南交差点）
  - 多摩南野交差点（多摩市南野）より多摩市・町田市境界付近までの支線[2]および南多摩尾根幹線道路の多摩南野交差点より多摩卸売市場前交差点までの区間も都道指定されている。
- 都市計画路線：町田3.4.22、多摩3.1.6、多摩3.3.24、八王子3.3.30、日野3.2.10

## 路線状況
- 小野路バス停留所付近から恵泉女学園大学付近（多摩市南野）までは狭隘な山道となっている。
- 中央大学・明星大学駅及び多摩動物公園駅の周辺部分は長らく道路整備が行われていなかったが、2008年4月26日に途中の「多摩丘陵トンネル」が開通したことで全通となった。

### 通称
- 小野路宿通り
  - 小野神社前交差点（町田市小野路町）から小野路バス停留所付近までの約500mの区間で呼ばれ、大山街道の宿場町として栄えた小野路宿の街並みを残していて、道路も狭隘なものとなっている。しかし、多摩ニュータウンへのアクセス路として通過車両が増加していたことから、2010年代にかけて東京都による道路拡幅が順次進められた[3]。
- 南多摩尾根幹線道路
  - 多摩南野交差点（多摩市南野）から多摩卸売市場前交差点（多摩市南野）までの都道156号支線部分が、東京都道路通称名公告によって呼称が付けられた[4]。
- 多摩モノレール通り
  - 多摩南野交差点（多摩市南野）から多摩動物公園南交差点（日野市程久保）まで、東京都道路通称名公告によって呼称が付けられた[4]。多摩中央署東交差点（多摩市落合）から多摩動物公園南交差点まで、多摩モノレールが中央分離帯上の高架などを走行する。

### 車線・最高速度
| 区間                                            | 車線   | 車線   | 車線   | 最高速度                | 備考                                                     |
| 区間                                            | 上下線 | 上り線 | 下り線 | 最高速度                | 備考                                                     |
| ----------------------------------------------- | ------ | ------ | ------ | ----------------------- | -------------------------------------------------------- |
| 並木交差点 - 小野神社前交差点                   | 2      | 1      | 1      | 40 km/h                 |                                                          |
| 小野神社前交差点 - 小野路バス停手前（旧道交点） | 1      | －     | －     | 30 km/h                 | 小野神社前交差点付近のみ2車線。 大型貨物自動車通行禁止。 |
| 町田市境 - 多摩南野交差点                       | 2      | 1      | 1      | 40 km/h                 |                                                          |
| 多摩南野交差点 - 多摩山王橋交差点               | 6      | 3      | 3      | 50 km/h                 |                                                          |
| 多摩山王橋交差点 - 三本松陸橋交差点             | 4      | 2      | 2      | 50 km/h                 |                                                          |
| 三本松陸橋交差点 - 松が谷駅北側付近             | 8      | 2+2    | 2+2    | 本線50 km/h 側道40 km/h |                                                          |
| 松が谷駅北側付近 - 堰場交差点                   | 4      | 2      | 2      | 50 km/h                 |                                                          |
| 堰場交差点 - 多摩動物公園南交差点               | 2      | 1      | 1      | 50 km/h                 |                                                          |

### 道路施設

#### 橋梁
- 山王橋（乞田川）
- 堰場橋（大栗川）

#### トンネル
- 山王隧道 - 延長111m
- 多摩丘陵トンネル - 延長268m

### 交通状況
道路交通センサスによる南多摩尾根幹線道路の各地点での交通量はそれぞれ以下の通りである（いずれも平成27年（2015年）度時点）。
| 観測地点            |           |                    |          |        |        |        |            |            |          |          |          |         |
| ピーク時間交通量    | ピーク率  | 混雑時平均旅行速度 | 混入率   | 混雑度 | 車道部 | 歩道部 | 大型車台数 | 小型車台数 | 二輪車類 | 自転車類 | 歩行者類 |         |
| 多摩市山王下1-1     | 1,492台/h | 10.0%              | 30.5km/h | 11.2%  | 0.87   | 18.00m | 3.00m      | 1,668台    | 13,269台 | 921台    | 769台    | 2,319人 |
| 八王子市東中野742-1 | 730台/h   | 11.0%              | 23.0km/h | 11.1%  | 0.44   | 24.00m | 2.20m      | 739台      | 5,905台  | －       | －       | －      |

## 地理

### 通過する自治体
- 東京都
  - 町田市
  - 多摩市
  - 八王子市
  - 日野市

### 交差する道路

#### 本線
| 交差する道路                                              | 交差する道路                                    | 交差点名       | 所在地 | 所在地   | 所在地 |
| --------------------------------------------------------- | ----------------------------------------------- | -------------- | ------ | -------- | ------ |
| 町田市道（府中大山街道・旧芝溝街道）                      |                                                 |                |        |          |        |
| 東京都道57号相模原大蔵町線（芝溝街道）                    | 東京都道57号相模原大蔵町線（芝溝街道）          | 並木           | 東京都 | 町田市   |        |
| -                                                         | 町田市道（鎌倉古道）                            | 小野神社前     | 東京都 | 町田市   |        |
| -                                                         | 町田市道（鎌倉古道・府中大山街道）              | -              | 東京都 | 町田市   |        |
| バイパス（都道未指定、町田市道）                          | -                                               | -              | 東京都 | 町田市   |        |
| 多摩市道（一本杉公園通り）                                | -                                               | -              | 東京都 | 多摩市   |        |
| -                                                         | 多摩市道（鎌倉古道・よこやまの道）              | -              | 東京都 | 多摩市   |        |
| 多摩市道（貝塚大通り） 鎌倉古道・府中大山街道（消滅区間） | 支線（南多摩尾根幹線道路）                      | 恵泉女学園前   | 東京都 | 多摩市   |        |
| 支線（バイパス）                                          | 東京都道158号小山乞田線（南多摩尾根幹線道路）   | 多摩南野       | 東京都 | 多摩市   |        |
| 東京都道158号小山乞田線（多摩ニュータウン通り）           | 東京都道158号小山乞田線（多摩ニュータウン通り） | 多摩山王橋     | 東京都 | 多摩市   |        |
| 東京都道20号府中相模原線（野猿街道）                      | 東京都道20号府中相模原線（野猿街道）            | 堰場           | 東京都 | 八王子市 |        |
| 東京都道503号相模原立川線                                 | -                                               | 多摩動物公園南 | 東京都 | 日野市   |        |
| 東京都道503号相模原立川線（多摩モノレール通り）           |                                                 |                |        |          |        |

#### 支線1（南多摩尾根幹線道路）
| 交差する道路                                   | 交差する道路                                                | 交差点名       | 所在地 | 所在地 | 所在地 |
| ---------------------------------------------- | ----------------------------------------------------------- | -------------- | ------ | ------ | ------ |
| 東京都道18号府中町田線（南多摩尾根幹線道路）   |                                                             |                |        |        |        |
| 東京都道18号府中町田線（鎌倉街道）             | 東京都道18号府中町田線（鎌倉街道）                          | 多摩卸売市場前 | 東京都 | 多摩市 |        |
| 本線（一本杉公園通り・鎌倉古道・府中大山街道） | 多摩市道（貝塚公園通り） 鎌倉古道・府中大山街道（消滅区間） | 恵泉女学園前   | 東京都 | 多摩市 |        |
| 本線（南多摩尾根幹線道路）                     |                                                             |                |        |        |        |

#### 支線2（バイパス）
| 交差する道路                          | 交差する道路                                  | 交差点名 | 所在地 | 所在地 | 所在地 |
| ------------------------------------- | --------------------------------------------- | -------- | ------ | ------ | ------ |
| 本線（多摩モノレール通り）            |                                               |          |        |        |        |
| 本線（南多摩尾根幹線道路）            | 東京都道158号小山乞田線（南多摩尾根幹線道路） | 多摩南野 | 東京都 | 多摩市 |        |
| 多摩・町田市境                        |                                               |          |        |        |        |
| 都道未指定区間（町田市道鶴川721号線） |                                               |          |        |        |        |
| 本線                                  | -                                             | -        | 東京都 | 町田市 |        |

### 沿線の鉄道
- 小田急多摩線：小田急多摩センター駅
- 京王相模原線：京王多摩センター駅
- 多摩都市モノレール線：多摩センター駅、松が谷駅、大塚・帝京大学駅、中央大学・明星大学駅、多摩動物公園駅
- 京王動物園線：多摩動物公園駅

### 周辺施設
- ライシャワー学園
- 東京都立町田の丘学園
- 東京都立野津田高等学校
- 町田市立野津田公園
- 町田GIONスタジアム
- 町田市小野路宿里山交流館
- 小島資料館
- 恵泉女学園大学
- 国士舘大学多摩南野キャンパス（旧・東京都立南野高等学校）
- キヤノンスポーツパーク
- 桜美林大学多摩キャンパス
- 多摩郵便局
- デジタルハリウッド大学八王子制作スタジオ
- 中央大学多摩キャンパス
- 明星大学日野キャンパス
- 多摩動物公園